# Under the Red Robe
Under the Red Robe er en britisk stumfilm fra 1915 af Wilfred Noy.

## Medvirkende
- Owen Roughwood som Gil de Berault
- Dorothy Drake som Renee de Cochefort
- Jackson Wilcox som Richelieu
- Sydney Bland som M. de Cochefort